# Rosamund Pike
Rosamund Mary Ellen Pike (Hammersmith, Inglaterra, 1979)  es una actriz británica de cine y televisión. Es conocida internacionalmente por sus personajes de la villana Miranda Frost en la película de James Bond Die Another Day, Jane Bennet en Orgullo y prejuicio en 2005 y Amy Dunne en Perdida, por el que ha sido nominada a diversos premios entre los cuales destacan el Óscar, el Globo de Oro, el BAFTA y el premio SAG; todos en la categoría de mejor actriz.
En televisión, destacan sus papeles en A Rather English Marriage (1998), Esposas e hijas (1999), Love in a Cold Climate (2001), State of the Union (2019) o The Wheel of Time (2021-2025). También, apareció como Sarah Beaumont en un episodio de la serie Foyle's War (2002).

## Biografía
Pike es la única hija de Caroline y Julian Pike, ambos cantantes de ópera. Asistió al Badminton School en Bristol antes de estudiar literatura inglesa en Wadham College, Oxford. Estando allí, estudió con Bernard O'Donoghue, ganador del Premio Whitbread, y con Robert J.C. Young, el eminente teórico postcolonial. Una estudiante brillante, logró un primer lugar en los exámenes de primer año (conocido como Moderations) y, después de tomarse un año para proseguir su carrera como actriz, regresó para completar sus estudios y obtener el título en 2001.

## Carrera profesional

### 1998-2009: Inicios y primeros papeles
Mientras todavía estaba en Oxford, Pike actuó y dirigió varias obras de teatro, incluida una de Simon Chesterman, que entonces era un estudiante de posgrado. Hizo apariciones en programas de televisión británicos, incluidos A Rather English Marriage (1998), Wives and Daughters (1999) y la miniserie Love in a Cold Climate (2001). Apareció también en 2002, como Sarah Beaumont en un episodio de la serie Foyle's War. 
Después de graduarse, le ofrecieron un papel como chica Bond y agente del MI6 asignada para ayudar a James Bond en la película Die Another Day, y también apareció en el programa Bond Girls Are Forever y, poco después, en el homenaje BAFTA a la serie de películas de James Bond.
Luego, Pike interpretó a Elizabeth Malet en The Libertine (2004), coprotagonizada por Johnny Depp, que le valió el premio Cine Independiente Británico a la mejor actriz de reparto. Ese mismo año, interpretó a Rose en Promised Land, una película sobre Israel, y protagonizó a la científica Samantha Grimm en la adaptación cinematográfica de la serie de juegos de ordenador Doom.

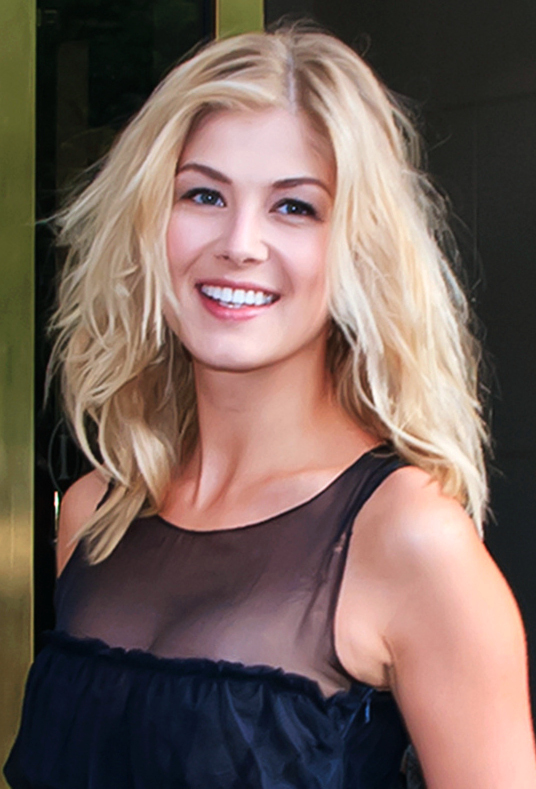
Rosamund en 2010, en el festival internacional de cine en Toronto.

En 2005, apareció como Jane, la hermana mayor de Elizabeth (interpretada por Keira Knightley), en Orgullo y prejuicio. Luego, Pike protagonizó la adaptación cinematográfica de la novela Fugitive Pieces de Anne Michaels. Interpretó a una exitosa abogada en la película Fracture, junto a Anthony Hopkins y Ryan Gosling.
En 2008, protagonizó las obras de teatro Hitchcock Blonde de Terry Johnson y Summer and Smoke de Tennessee Williams, ambas en el West End de Londres, y Gas Light en el Old Vic Theatre de Londres. En 2009, interpretó el personaje principal de Madame De Sade durante la temporada del West End de Donmar.

### 2010-2018:Gone Girly reconocimiento
En 2010, apareció en la película británica Made in Dagenham y en la película canadiense Barney's Version donde interpreta a Miriam. Ese mismo año, protagonizó una producción de Hedda Gabler durante una gira por el Reino Unido. Pike grabó el trabajo de voz para un papel principal en la película Jackboots on Whitehall (2010) y prestó su voz para una serie de audiolibros de James Bond, narrando La espía que me amó.
En 2012, interpretó el papel de la Reina Andrómeda (Andrómeda (mitología)) en la epopeya de fantasía Wrath of the Titans. Ella reemplazó a Alexa Davalos, quien había desempeñado el papel en Furia de titanes y había abandonado debido a un conflicto de programación. Además, interpretó a Helen Rodin, la protagonista femenina junto a Tom Cruise en el thriller Jack Reacher, una adaptación de la novela One Shot del autor Lee Child. La película tuvo una recepción crítica positiva y recaudó más de 218 millones de dólares.

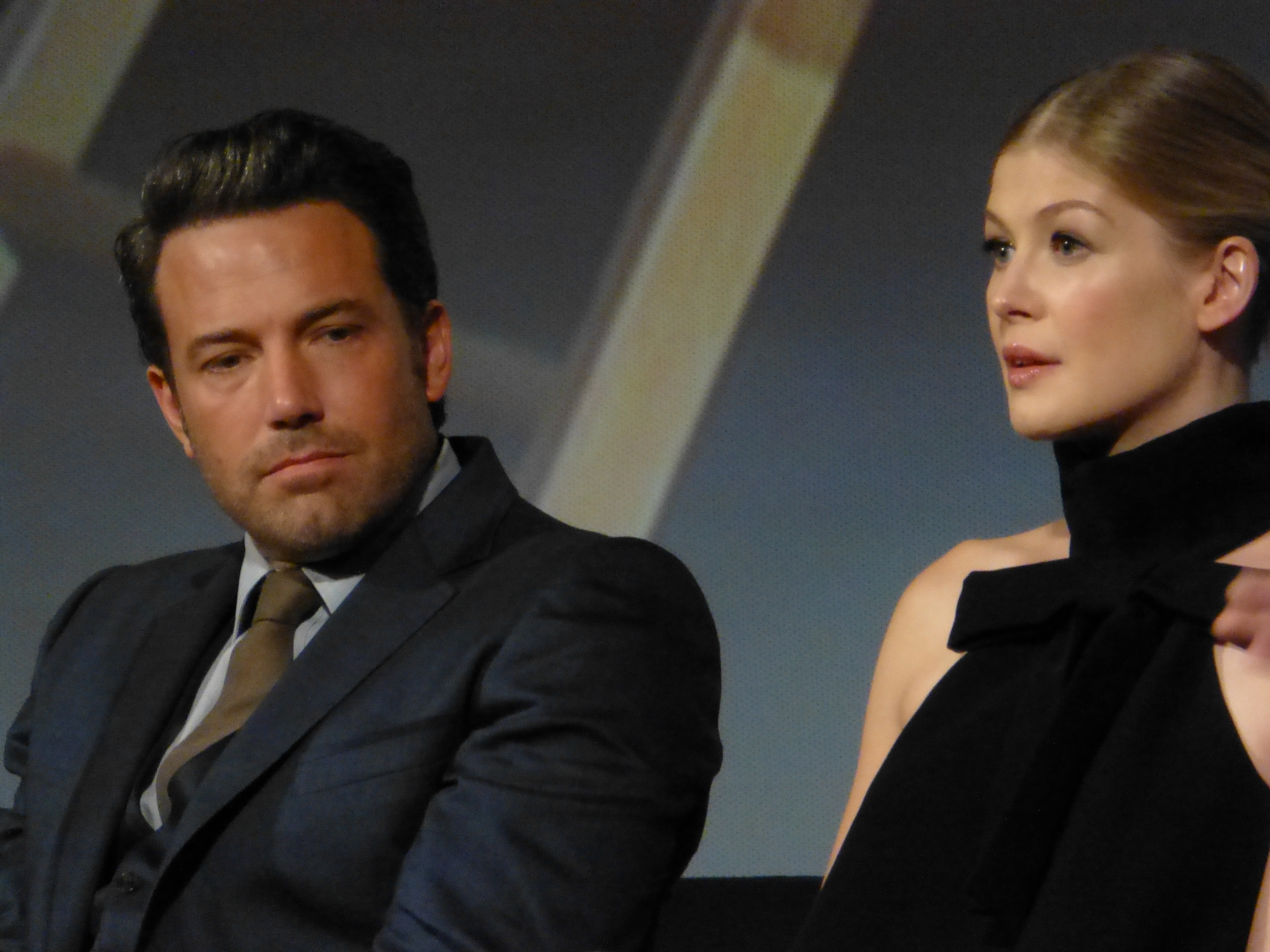
Pike junto a Ben Affleck en el estreno de Gone Girl, en octubre de 2014

Pike protagonizó el thriller psicológico Gone Girl (2014), dirigido por David Fincher, una adaptación cinematográfica de la novela homónima de Gillian Flynn. Junto a Ben Affleck, Pike interpretó a Amy Dunne. Según Fincher, Pike fue su primera opción para el papel porque quería a alguien que no fuera muy conocido, ya que Pike no había aparecido en ningún papel principal importante antes del comienzo de la película.. La película se estrenó en el 53.er Festival de Cine de Nueva York, donde tanto la película como la actuación de Pike obtuvieron elogios generalizados de la crítica.
Desde 2015, prestó su voz a Lady Penelope Creighton-Ward en la nueva versión de Thunderbirds Are Go producida por ITV en conjunto con Taller Weta. En febrero de 2016, protagonizó el vídeo musical de "Voodoo in My Blood" de Massive Attack. En 2018, Pike fue elegida como la corresponsal de guerra Marie Colvin en A Private War, dirigida por Matthew Heineman y basada en "Marie Colvin's Private War", un artículo de Vanity Fair escrito por Marie Brenner.

### 2019-presente: Papeles actuales
En 2019, fue elegida para el papel de Moraine en la adaptación de Amazon Prime Video de la épica fantasía de Robert Jordan La Rueda del Tiempo, que se estrenó en noviembre de 2021. Desde entonces Pike ha aparecido en las tres temporadas estrenadas de La rueda del tiempo.
En 2021, Pike interpretó a la estafadora Marla Grayson en el thriller policial I Care a Lot, dirigido por J Blakeson y coprotagonizado por Peter Dinklage, Eiza González  y Dianne Wiest. Su actuación recibió elogios universales; David Rooney de The Hollywood Reporter dijo que "Pike aporta una eficiencia nítida y una amoralidad inexpresiva a un tutor legal". Papel por el que ganó el premio Globo de Oro a la mejor actriz de comedia o musical.
Además, Pike protagonizó y fue productora ejecutivo del podcast de ficción histórica de ocho episodios ¡Edith!. El podcast con guion dramatiza un período durante la presidencia de Woodrow Wilson cuando Wilson quedó incapacitado por un derrame cerebral y la primera dama Edith Wilson tomó las riendas del poder mientras él se recuperaba. Clark Gregg interpreta el papel del presidente Wilson y Esther Povitsky interpreta a Trudy Grayson, la mejor amiga de la primera dama. En 2022, se anunció que Pike protagonizaría el segundo largometraje de Emerald Fennell, Saltburn.
En noviembre de 2023, Pike comenzó a grabar la película de Babak Anvari, Hallow Road. En 2024, fue estrenada la serie de ciencia ficción de Netflix, 3 Body Problem, donde Pike es una de las productoras ejecutivas. Además, fue anunciada en la nueva película de Guy Ritchie, In the Grey (2025). También, se conoció que protagonizaría la nueva serie de Netlix, Thumblite.

## Vida personal
Es experta violonchelista y habla con fluidez alemán y francés. Actualmente vive en West End.
Rosamund salió durante dos años con el actor Simon Woods, a quien conoció en la universidad.
En el año 2005 comenzó a salir con el director Joe Wright; la pareja se comprometió en septiembre del año 2007 después de que Joe se lo propusiera en el lago Como, Italia, sin embargo la pareja terminó en 2008, después de que se cancelara la boda.
En diciembre del año 2009 comenzó a salir con el empresario Robie Uniacke y en febrero de 2012 anunciaron que estaban esperando su primer hijo. Robie es 18 años mayor que Rosamund. Dio a luz a su hijo el 6 de mayo de 2012. En junio de 2014 la actriz anunció que esperaba otro hijo de su pareja. El 2 de diciembre de 2014 dio a luz a su segundo hijo al que le han llamado Atom.

## Filmografía

### Cine
| Año  | Título                              | Papel                 | Notas            |
| ---- | ----------------------------------- | --------------------- | ---------------- |
| 2002 | Die Another Day                     | Miranda Frost         |                  |
| 2004 | Promised Land                       | Rose                  |                  |
| 2004 | The Libertine                       | Elizabeth Malet       |                  |
| 2005 | Pride & Prejudice                   | Jane Bennet           |                  |
| 2005 | Doom                                | Samantha Grimm        |                  |
| 2007 | Fracture                            | Nikki Gardner         |                  |
| 2007 | Fugitive Pieces                     | Alex                  |                  |
| 2009 | An Education                        | Helen                 |                  |
| 2009 | Surrogates                          | Maggie Greer          |                  |
| 2010 | Burning Palms                       | Dedra Davenport       |                  |
| 2010 | Jackboots on Whitehall              | Daisy                 | Actuación de voz |
| 2010 | Barney's Version                    | Miriam Grant-Panofsky |                  |
| 2010 | Made in Dagenham                    | Lisa Hopkins          |                  |
| 2011 | The Organ Grinder's Monkey          | Rochelle              | Cortometraje     |
| 2011 | Johnny English Reborn               | Kate Sumner           |                  |
| 2011 | The Big Year                        | Jessica Bostick       |                  |
| 2012 | Wrath of the Titans                 | Reina Andrómeda       |                  |
| 2012 | Jack Reacher                        | Helen Rodin           |                  |
| 2013 | The Devil You Know                  | Zoe Hughes            |                  |
| 2013 | The World's End                     | Sam Chamberlain       |                  |
| 2014 | A Long Way Down                     | Penny                 |                  |
| 2014 | Hector and the Search for Happiness | Clara                 |                  |
| 2014 | What We Did on Our Holiday          | Abi McLeod            |                  |
| 2014 | Gone Girl                           | Amy Elliott Dunne     |                  |
| 2015 | Return to Sender                    | Miranda Wells         |                  |
| 2016 | A United Kingdom                    | Ruth Williams Khama   |                  |
| 2017 | The Man with the Iron Heart         | Lisa Von Osten        |                  |
| 2017 | Hostiles                            | Rosalie Quaid         |                  |
| 2018 | Beirut                              | Sandy Crowder         |                  |
| 2018 | Entebbe                             | Brigitte Kuhlmann     |                  |
| 2018 | A Private War                       | Marie Colvin          |                  |
| 2019 | The Informer                        | Erica Wilcox          |                  |
| 2019 | Radioactive                         | Marie Curie           |                  |
| 2020 | I Care a Lot                        | Marla Grayson         |                  |
| 2021 | Evidence of it All                  | Narradora (voz)       | Cortometraje     |
| 2023 | Saltburn                            | Elspeth Catton        |                  |
| 2025 | Hallow Road                         | Madre                 |                  |
| 2025 | Now You See Me: Now You Don't       | Veronika Vanderberg   |                  |

### Televisión
| Año         | Título                     | Papel               | Notas                                      |
| ----------- | -------------------------- | ------------------- | ------------------------------------------ |
| 1998        | A Rather English Marriage  | Celia               | Película para televisión                   |
| 1999        | Wives and Daughters        | Lady Harriet Cumnor | 3 episodios                                |
| 2000        | Trial & Retribution        | Lucy                | Episodio: «Trial & Retribution IV Parte 1» |
| 2001        | Love in a Cold Climate     | Fanny               | 2 episodios (miniserie)                    |
| 2002        | Foyle's War                | Sarah Beaumont      | Episodio: «The German Woman»               |
| 2002        | Bond Girls Are Forever     | Ella misma          | Documental                                 |
| 2008        | The Tower                  | Olivia Wynn         | Episodio: «Pilot»                          |
| 2009        | Freefall                   | Anna                | Película para televisión                   |
| 2011        | Women in Love              | Gudrun Brangwen     | Protagonista (miniserie)                   |
| 2015 – 2020 | Thunderbirds Are Go        | Lady Penelope       | Actuación de voz; 39 episodios             |
| 2019 – 2021 | Archibald's Next Big Thing | Narradora           | Actuación de voz; 50 episodios             |
| 2019        | State of the Union         | Louise              | Protagonista; 10 episodios (temporada 1)   |
| 2020        | Moominvalley               | Moominmamma         | Actuación de voz; 26 episodios             |
| 2021 – 2025 | The Wheel of Time          | Moraine Damodred    | Protagonista; también productora           |
| 2024        | 3 Body Problem             | ―                   | Productora ejecutiva                       |

### Teatro
| Año  | Obra de teatro   | Papel           |
| ---- | ---------------- | --------------- |
| 2002 | Hitchcock Blonde | The Blonde      |
| 2006 | Summer and Smoke | Alma Winemiller |
| 2009 | Madame de Sade   | Renee           |
| 2010 | Hedda Gabler     | Hedda Gabler    |

### Podcast
| Año  | Título                        | Papel                        | Notas                                             |
| ---- | ----------------------------- | ---------------------------- | ------------------------------------------------- |
| 2021 | Edith!                        | Edith Wilson                 | Todos los episodios; también productora ejecutiva |
| 2023 | People Who Knew Me            | Connie Prynne / Emily Morris | Todos los episodios                               |
| 2023 | Mother, Neighbor, Russian Spy | Narradora                    | Todos los episodios                               |

## Premios y nominaciones
Premios Óscar
| Año  | Categoría    | Película | Resultado |
| ---- | ------------ | -------- | --------- |
| 2015 | Mejor actriz | Perdida  | Nominada  |

Premios BAFTA
| Año  | Categoría               | Película | Resultado |
| ---- | ----------------------- | -------- | --------- |
| 2014 | Mejor actriz            | Perdida  | Nominada  |
| 2023 | Mejor actriz de reparto | Saltburn | Nominada  |

Premios BIFA
| Año  | Categoría               | Película         | Resultado |
| ---- | ----------------------- | ---------------- | --------- |
| 2004 | Mejor actriz de reparto | The Libertine    | Ganadora  |
| 2009 | Mejor actriz de reparto | An Education     | Nominada  |
| 2010 | Mejor actriz de reparto | Made in Dagenham | Nominada  |

Premios Globos de Oro
| Año  | Categoría                        | Película      | Resultado |
| ---- | -------------------------------- | ------------- | --------- |
| 2015 | Mejor actriz - Drama             | Perdida       | Nominada  |
| 2019 | Mejor actriz - Drama             | A Private War | Nominada  |
| 2021 | Mejor actriz - Comedia o musical | I Care a Lot  | Ganadora  |
| 2023 | Mejor actriz de reparto          | Saltburn      | Nominada  |

Premios Primetime Emmy
| Año  | Categoría                                   | Película           | Resultado |
| ---- | ------------------------------------------- | ------------------ | --------- |
| 2019 | Mejor actriz de un corto de comedia o drama | State of the Union | Ganadora  |

Premios del Sindicato de Actores
| Año  | Categoría     | Película     | Resultado |
| ---- | ------------- | ------------ | --------- |
| 2010 | Mejor reparto | An Education | Nominada  |
| 2014 | Mejor actriz  | Perdida      | Nominada  |

Premios Sant Jordi
| Año  | Categoría                           | Película | Resultado |
| ---- | ----------------------------------- | -------- | --------- |
| 2015 | Mejor actriz en película extranjera | Perdida  | Ganadora  |